# 最良証拠主義
最良証拠主義（さいりょうしょうこしゅぎ）とは、裁判手続において「最良」の証拠を提出・取調べすべきであるというルールである。
何を「最良」とするかは各国の法制度により異なる。

## 海外における最良証拠主義

### 英米法
英語ではBest evidence ruleといい、証拠は本来オリジナルを提出するべきで、それが不可能な場合に複写物がオリジナルに代わって許されるというルールである。

## 日本における最良証拠主義

### 刑事裁判
証拠収集を主に検察側が行い、そのなかで、被告人を有罪にするために必要な証拠のみを裁判所に提出すればよいという考え方のこと。

#### 批判
現在の検察の最良証拠主義の運用では、「相手方に有利な証拠は無視してもよい、という考え方に堕してしまう」「最良の意味が、真実発見ではなく検察側の勝利、有罪という意味になってしまっている」との批判がされている。
このことにより、検察官手持ち証拠の開示が進まないことも批判されている。
判例
日本の刑事訴訟法において、被告人および弁護人は検察官が提出する予定がない証拠を閲覧する根拠条文がない。ただし、判例によれば、被告人と検察官の立場との実質的対等を図るために裁判所が命令を発することができるとされている。この判例は、刑事訴訟法第294条に定められる、裁判所の訴訟指揮権を根拠としている。しかしながら、全面開示は被告人による証人威迫・罪証隠滅のおそれ、弁護活動の低調化が懸念されるため、証拠の開示は個別開示命令にとどめるべきとの判例がある。
検察官手持ち証拠開示義務化の動き
民主党は、刑事訴訟法改正を実現し、マニフェスト・政策INDEX2009において、「刑事裁判での証拠開示の徹底を図るため、検察官手持ち証拠の一覧表の作成・開示を義務付ける」ことを公約の一つとして掲げている。
元の裁判では被告側が触れることのできなかった証拠から、再審無罪や逆転無罪に至った例
- 松山事件では、任意に検察側が開示した書状の通し番号の欠落から偶然にも重要証人の虚偽証言が明らかになった。
- 梅田事件では、検察側から出された被害者の頭蓋写真が決定的な反証材料となった。
- 松川事件では被告人らのアリバイを証明する第三者のメモ帳が検察側によって秘匿されていた「諏訪メモ」が反論材料となった。

これらのケースでは、いずれも検察が元の裁判では開示しなかった資料を弁護団が引き出せた結果、やがて再審無罪や逆転無罪に至ったものである。
法制審議会
2014年の特別部会の最終案では、証拠のリストだけを開示する項目が盛り込まれたが、「捜査に支障が生じる恐れ」など例外規定が認められ、再審事件ではリスト開示すら排除された。（2014年7月11日中日新聞朝刊5面社説）

### 民事裁判
民事訴訟においては、特に最良証拠主義を直接定める規定はないが、裁判所は不要な証拠は取り調べないことができる（民訴法181条1項）。